# جان پایپر (الهیات‌شناس)
جان استفن پایپر (زاده ۱۱ ژانویه ۱۹۴۶) الهی‌دان، کشیش و رئیس کالج و حوزه علمیه بیت‌لحم در مینیاپولیس، مینه‌سوتا است. پایپر به مدت شش سال (۱۹۷۴–۱۹۸۰) در دانشگاه بیتل مطالعات کتاب مقدس را تدریس کرد، قبل از اینکه به مدت ۳۳ سال (۱۹۸۰–۲۰۱۳) به عنوان کشیش در کلیسای باپتیست بیت‌لهم در مینیاپولیس خدمت کند.